# دانشگاه جنوب شرقی چین
دانشگاه جنوب شرقی چین (SEU , simplified Chinese) یک دانشگاه تحقیقاتی دولتی واقع در نانجینگ، جیانگسو چین است. این دانشگاه از یکی از قدیمی‌ترین دانشگاه‌ها و اولین دانشگاه مختلط در چین است و به عنوان عضوی از طرح دانشگاه درجه یک دوگانه با حمایت وزارت آموزش و پرورش چین با هدف تبدیل به یک دانشگاه در سطح جهانی اداره می‌شود.